# 山本迪夫
山本 迪夫（やまもと みちお、1933年7月6日 - 2004年8月23日）は、日本の映画監督。

## 経歴
新潟県長岡市出身。新潟県立長岡高等学校を経て早稲田大学卒業後、1956年に東宝に入社。岡本喜八の助監督を多く務め、1966年に『遊撃戦』でテレビドラマ監督としてデビュー。1969年には三橋達也主演のアクション映画『野獣の復活』で劇場用映画を初監督する。女性スリラー映画を得意とした。
代表作は、『幽霊屋敷の恐怖 血を吸う人形』（1970年）、『呪いの館 血を吸う眼』（1971年）、『血を吸う薔薇』（1974年）の3本からなる血を吸うシリーズ。日本の風土に吸血鬼ならびにヨーロッパのゴシック的ムードを大胆に導入し、さらに演出もハマー・フィルムを思わせるショッカー演出で、日本のホラー映画史でもひときわ異彩を放つものになっている。なお後者2本では岸田森が吸血鬼を演じた。映画だけでなくテレビドラマでも『学校の怪談 春のたたりスペシャル』（1999年）の第4話『呪われた課外授業』（吸血鬼役は市川染五郎 (7代目)）という和製吸血鬼ものを監督している。
1970年代中盤以降からはテレビドラマの監督に専念し、青春もの、アクションものなどの連続テレビドラマから、2時間サスペンスドラマまで、幅広い作品を量産した。

## 監督作品

### 劇場公開映画
- 野獣の復活（1969年）
- 血を吸うシリーズ
  - 幽霊屋敷の恐怖 血を吸う人形（1970年）
  - 呪いの館 血を吸う眼（1971年）
  - 血を吸う薔薇（1974年）
- 悪魔が呼んでいる（1970年）
- 雨は知っていた（1971年）

### テレビドラマ
- 遊撃戦（1966年～1967年、日本テレビ）[注釈 2]
- 37階の男（1968年、日本テレビ）
- 追いつめる（1968年、フジテレビ）
- 東京コンバット（1968年、フジテレビ）
- 火曜日の女シリーズ（日本テレビ）
  - 恋の罠（1970年）
  - ある朝突然に（1972年）
  - 木の葉の家（1972年）
- 太陽にほえろ!（1972年～1986年、日本テレビ）
- 土曜日の女シリーズ（日本テレビ）
  - 香港からの手紙（1973年）
- 俺たちの勲章（1975年、日本テレビ）
- 大都会 闘いの日々（1976年、日本テレビ）
- 俺たちの朝（1976年～77年、日本テレビ）
- 姿三四郎（1978年、日本テレビ）
- 江戸の激斗（1979年、フジテレビ）
- 土曜ワイド劇場（テレビ朝日）
  - 迷探偵コンビ危機一髪！　善人村の幽霊祭り（1979年）
  - 迷探偵記者羽鳥雄太郎と駆け出し女刑事II　鳥羽の海に花嫁の死体を見た！（1986年）
  - 辻真先の婚約旅行殺人事件シリーズ 2瀬戸内海婚約旅行殺人事件　淡路人形に狙われた女系家族（1986年）
  - 富士山麓殺人事件　仙台～函館　√5に隠された謎　美女ふたり白い肌が…（1987年）
  - 辻真先の婚約旅行殺人事件シリーズ3 三陸海岸婚約旅行殺人事件　みちのくローカル線に死神が宿る！（1987年）
  - 辻真先の婚約旅行殺人事件シリーズ4 能登半島婚約旅行殺人事件　京都－金沢－和倉温泉、密室列車が走る…（1988年）
  - 辻真先の婚約旅行殺人事件シリーズ5 九州婚約旅行殺人事件　鹿児島－指宿温泉　死体の謎は砂風呂で解く!?（1988年）
  - 北海道湯けむりツアー殺人事件　実年素人探偵とおんな秘書の名推理(３)　黒ゆりは死の予告（1988年）
  - 辻真先の婚約旅行殺人事件シリーズ6 会津磐梯、婚前旅行殺人事件　猪苗代湖－喜多方、暗闇に鬼婆の眼があやしく光る？（1989年）
  - 出雲3号0713の殺意　ブルートレインから消えた乗客？　婚約者を追って日本海へ（1989年）
  - 辻真先の婚約旅行殺人事件シリーズ7 沖縄ハネムーン連続殺人事件（トロピカルビーチ婚約旅行殺人事件）　豪華フェリーに乗った男女７人の危険な関係!!（1990年）
  - 遠眼鏡の中の女　日本海疑惑の旅、エアロビクスにしかけられた罠（1990年）
  - 関門海峡殺人事件 下関－萩－秋吉台・ツアー客が消されていく（1990年）
  - おんな警視連城真衣子(2)　室温17度の謎！　呼び出された夜に殺人が起きる（1990年）
  - 名探偵・金田一耕助(4)　夜歩く女　呪われた結婚申し込み　首なし死体がふたつ！（1990年）
  - 喪服を着た花嫁　東京－長野－岐阜恵那峡殺意の５日間　通夜に消えた謎の女？（1990年）
  - おんな警視連城真衣子(3)　えん罪？トリック？　作られた殺人の報酬（1991年）
  - 佐渡･越後路同窓会ツアー殺人事件　実年素人探偵とおんな秘書の名推理　私の母が殺人者？（1991年）
  - 美濃「紙漉きの里」殺人事件　～長良川、死の川下り　水琴窟が妖しく響く（1991年）
  - 殺意の八丈島海流　のぞかれた美人作家の殺人日記　一夜のアリバイを頼んだのは…（1991年）
  - 夜の街殺人事件(1)　銀座～水上温泉、湯けむりに消えた女　上越新幹線とき460号に乗ったのは？（1992年）
  - 牟田刑事官事件ファイル(16)　ヨコハマ偽装心中　父の愛が娘を殺した!?　Xにもてあそばれた女…（1992年）
  - 美人デザイナー殺し 華麗な湖畔ファッションショーに怨念の毒針が飛んだ…（1993年）
  - 夜の街殺人物語(2)　東京銀座－群馬老神温泉　女に殺意が芽生える時　哀しみの履歴書（1993年）
  - 同居人カップルの殺人推理旅行(1)　北陸加賀　結婚式に殺しの招待状…（1994年）
  - 同居人カップルの殺人推理旅行(2)　赤い花の証言　見合いの席で殺しの相談!?（1995年）
  - 離婚したい女たち～旅は道連れ死体連れ！　東京－高松、主婦は三くだり半で推理する（1995年）
  - 同居人カップルの殺人推理旅行(3)　犬が見た死体！　父親を捜す少女と悲しい秘密（1995年）
  - 同居人カップルの殺人推理旅行(4)　嘘をつく女　熊本阿蘇～財産を狙って欲望が渦巻く（1996年）
  - 殺人迷宮課の名警部　連鎖の追跡　時効寸前に二つの殺し、みちのくの小京都角館の女（1998年）
  - 無人霊柩車　美人女将の死体を乗せて函館の夜を走る！　エリート検事の妻の万引きが連続殺人を呼んだ…（1998年）
- 木曜ゴールデンドラマ（よみうりテレビ）
  - 大誘拐　陽気なお婆ちゃんの身代金はなんと百億円！（1981年）
- 火曜サスペンス劇場（日本テレビ）
  - 悪魔の島の赤ちゃん（1982年）
  - 心身症の犬　私は殺される!!　必死の叫びが種子島に虚しく響く（1985年）
  - 電話の向こうに誰がいる？　電話が怖い！　殺人事件で暴かれた隣人たちの家庭の事情（1990年）
  - 六月の花嫁シリーズ(3)　入籍（1990年）
  - 誰かが聞いている（1991年）
  - 望遠鏡の中の女　偶然のぞき見た夫の恥ずべき行為！（1992年）
  - 盲人探偵・松永礼太郎(3)　乳房　コンクリート詰めバラバラ殺人！　倒錯少年達の異常心理（1994年）
  - 盲人探偵・松永礼太郎(4)　警察嫌い（1995年）
  - 盲人探偵・松永礼太郎(6)　狙撃（1996年）
  - 私書箱25号の女（1996年）
  - 盲人探偵・松永礼太郎(8)　洗脳　記憶を失ったAV女優を治療する心理学者の異常な心理（1996年）
  - 盲人探偵・松永礼太郎(9)　時効　少女が捜す母の声は10年前身代金を要求した犯人の声（1997年）
- パパになりたかった犬（1984年）
- ザ・ドラマチックナイト（フジテレビ）
  - 離婚夫婦　北海道推理ツアー（1987年）
- ザ・ハングマン6（1987年、テレビ朝日）
- 男と女のミステリー（フジテレビ）
  - 京都婚約旅行殺人事件　ダイヤの指輪に甘いワナ（1988年）
- 東北四大祭り殺人事件（1988年、TBS）
- 悪い奴は眠らない（1988年、フジテレビ）
- ハロー!グッバイ（1989年、日本テレビ）
- 火曜ミステリー劇場（テレビ朝日）
  - 狙われた花嫁　東京ーグアム新婚旅行殺人事件！　初夜に仕掛けられた夫婦交換の罠!!（1990年）
- 月曜・女のサスペンス（テレビ東京）
  - 女流作家シリーズ　愛がこわれるとき（1991年）
- 学校の怪談 春のたたりスペシャル（1999年、フジテレビ）